# Blang Mulieng
Blang Mulieng is een bestuurslaag in het regentschap Nagan Raya van de provincie Atjeh, Indonesië. Blang Mulieng telt 309 inwoners (volkstelling 2010).